# Gastronomía de Florida

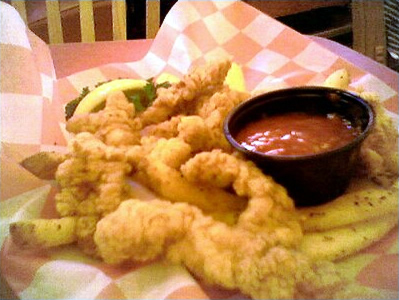
Cola de caimán frita

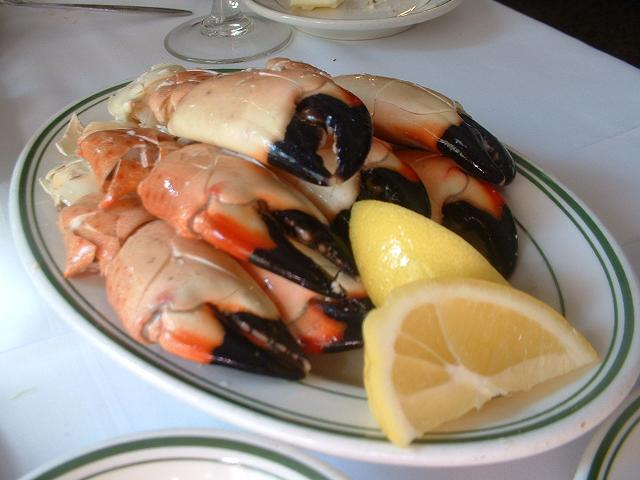
Cangrejos de roca

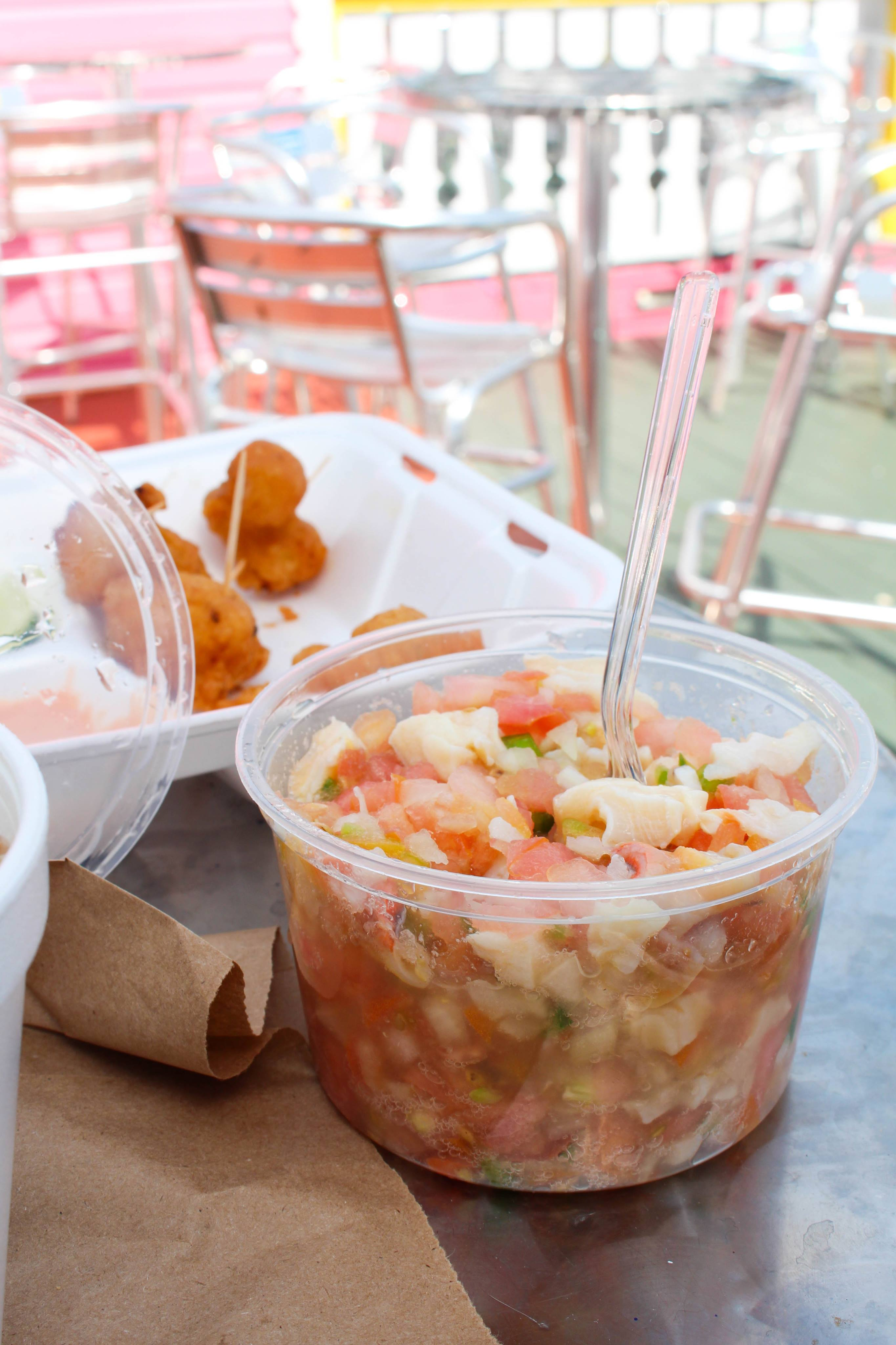
Conch salad.

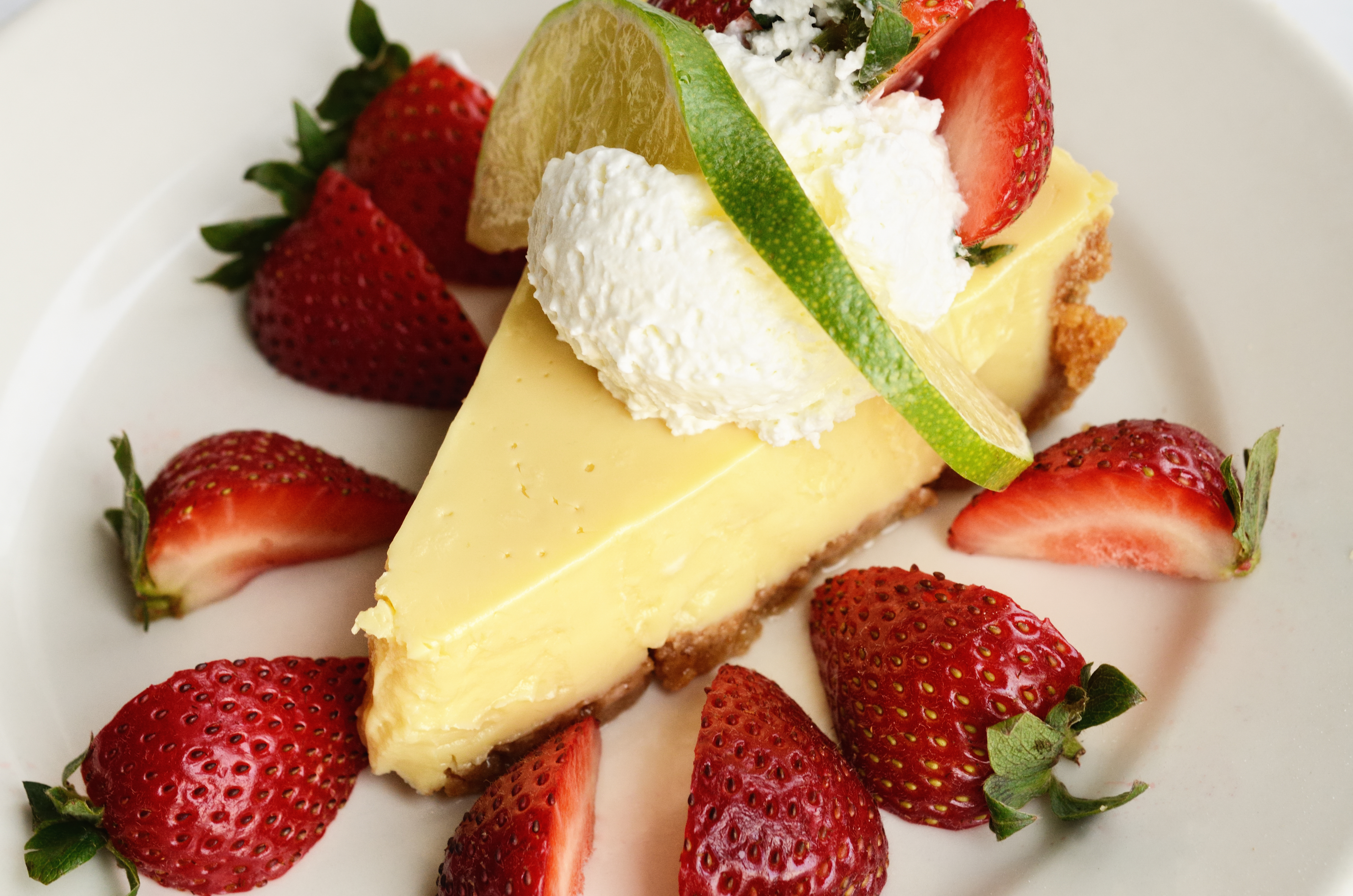
Tarta de lima de los Cayos

La gastronomía de Florida es la cocina que se sirve en los hogares y restaurantes del estado americano de Florida. Aunque similar al resto de la gastronomía estadounidense, está muy influenciada por las gastronomías del Caribe, con notable influencia de Haití, Bahamas, Barbados, Guyana, Jamaica, Trinidad y Tobago, Cuba y Puerto Rico, traídas por los inmigrantes de estos sitios. En el caso del sur de Florida en particular, se le denomina gastronomía hispano-floridana o latino-floridana a la cocina que toma prestadas características de la gastronomía latinoamericana de países como México, Colombia, Argentina, Brasil, y la República Dominicana.

## Visión general
La llegada de varias oleadas de inmigrantes caribeños, hispanos y asiáticos a Florida desde finales del siglo XIX ha jugado un papel importante en el desarrollo de su gastronomía. El uso de mariscos, así como de ingredientes y métodos de cocina asiáticos y caribeños han hecho que la gastronomía floridana sea generalmente más saludable que otras gastronomías de los Estados Unidos con una dieta basada más en la carne. El estilo de cocina floridano también incorpora una despensa de condimentos exóticos: el curry rojo, el limoncillo, el jengibre y la cebolleta, así como la sémola de maíz y el cobbler en otras partes de Florida.
A medida que la gastronomía evolucionó en el sur de Florida, estuvo fuertemente influenciada por los principios culinarios asiáticos que enfatizaban el uso de frutas y verduras asiáticas cosechadas localmente que crecerán solo en partes subtropicales de los Estados Unidos continentales, donde rara vez se congela.
Varios tipos de la gran variedad de mariscos capturados en las 1350 millas de costa de Florida a menudo se combinan con frutas tropicales como mangos, papayas, plátanos, cocos, cítricos y lichis. La fusión de estos sabores condujo al desarrollo de esta distintiva cocina regional del sur de Florida.  
Las características típicas de la cocina caribeña incluyen:
- Énfasis en ingredientes frescos.[4]
- Mezclas de especias, especialmente sabores fuertes compensados por otros más suaves.
- Uso cotidiano de mariscos y aves de corral.
- Uso generoso de zumos y fruta frescos, especialmente cítricos y frutas tropicales dulces
- Especial cuidado en la presentación, buscando un efecto más natural en lugar de uno ostentoso.
- Verduras que están ausentes en la gastronomía caribeña, como ciertos miembros de la familia del brócoli.

La gastronomía floridana a menudo usa menos especias picantes que los platos caribeños que la inspiran, pero hay un amplio uso de varios tipos de chiles. Sin embargo, esta pungencia casi siempre está moderada por el uso de mango, papaya, ron, almendra, coco, limero, o miel.
En los hogares del sur de Florida, los platos tradicionales del sur de Estados Unidos, como la ensalada de col, los guisantes de ojo negro o los pasteles de cangrejo a menudo se sirven en la misma mesa que un plato de estilo caribeño. Sin embargo, en la mayoría de los restaurantes que sirven gastronomía caribeña, se planifican comidas completas en torno a una sucesión de sabores delicados y complejos, por lo que la mayoría de los platos se han modificado de sus formas tradicionales.

## Platos
- Tarta de lima de los Cayos (Key lime pie)
- Sándwich cubano (Cuban sandwich, The Cubano[5])
- Buñuelo de los Cayos (Conch fritters)
- Ostras estilo Apachicola (Apachicola Oysters) o ostras del Golfo (Gulf oysters)
- Gator tail (cola de caimán) o Fried gator (caimán frito)[6]
- Cangrejos de roca (stone crabs)
- Barbacoa estilo Florida (Floribbean-style barbecue)
- Pescado ahumado (Smoked fish)
- Conch salad (Ensalada de los Cayos)
- Naranja enana o Kumquat, producto típico de Florida. Es famoso su jugo de naranja (Florida Orange Juice). De hecho hay un festival dedicado a esta fruta en Dade City, el Kumquat festival.

## Fusiones

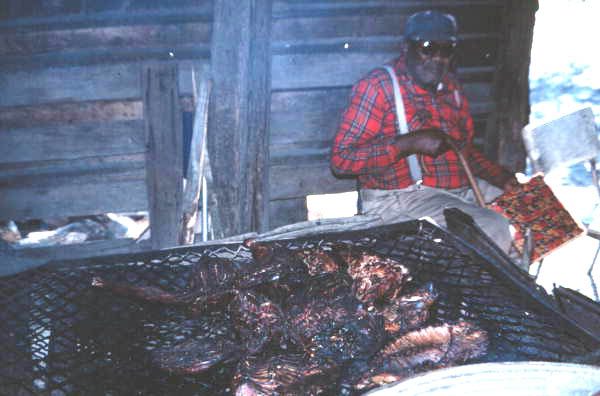
Barbacoa en Lake City, Florida (1981).

### Barbacoa floridana
Esta es una de las tres versiones regionales de la barbacoa en Florida, que se encuentra principalmente en la Florida Central, de la cual este es el primero de los dos estilos influenciados por el Caribe. Esta versión de la barbacoa de Florida básicamente combina los estilos de barbacoa del Deep South con los estilos de barbacoas indo-caribeño y afrocaribeño.

### Gastronomía latina-floridana
Esto mezcla la cocina del Caribe con la cocina latinoamericana, lo que resulta en fuertes influencias cubanas, puertorriqueñas y dominicanas. Como se sirve comúnmente en Florida, algunos platos son variaciones o fusiones de alimentos tradicionales de varios países latinoamericanos, mientras que otros son platos originales inspirados en las cocinas más antiguas. Gran parte de esta cocina se puede encontrar en el sur de Florida, desde el condado de Palm Beach hasta el condado de Miami-Dade. A continuación hay algunos ejemplos:
- Arroz con Pollo
- Arroz con frijoles
- Arroz con Gandules
- Lechón
- Patacones
- Yuca hervida
- Paella
- Alcapurrias
- Sándwich cubano

### Barbacoa tropical
Una fusión de la barbacoa floridana y la cocina latino-floridana es la barbacoa tropical, que combina las cocinas mexicana, cubana, puertorriqueña, jamaicana, bahameña y estadounidense Deep South. Este es otro de los tres estilos regionales de barbacoa en Florida, que se encuentra principalmente en el sur de Florida, y el segundo de los dos influenciados por las cocinas caribeñas. Este es también el único estilo de barbacoa de Florida que también está influenciado por la cocina latinoamericana. Un ejemplo de este estilo sería la pechuga de pollo a la plancha, sazonada con jugo de cítricos. Los asadores brasileños (rodizios) también emplean muy comúnmente este estilo de barbacoa.